# John Macon Thome
John Macon Thome (Palmyra, 22 août 1843 – Córdoba (Argentine), 27 septembre 1908) était un astronome américano-argentin. Certaines sources le nomment John Macom Thome. Il est parfois appelé Juan M. Thome.
Il naquit à Palymra en Pennsylvanie et étudia à l'université Lehigh.
Il vint travailler à l'observatoire national argentin (aujourd'hui l'Observatorio Astronómico de Córdoba) en 1870, comme principal assistant du directeur Benjamin A. Gould. Il succéda à Gould comme directeur en 1885.
Sous son initiative, la compilation du catalogue d'étoiles Córdoba Durchmusterung démarra en 1892, mais il décéda avant son achèvement.
En 1901, il reçut le prix Lalande d'astronomie de l'Académie des sciences. Thome décéda à Córdoba et fut remplacé à la direction de l'observatoire par Charles Dillon Perrine.